# 장후이원
장후이원(중국어: 張慧雯;, 병음: Zhāng Huìwén, 1993년 9월 13일 ~ )은 중국의 배우이다. 2015 아시안 필름 어워드 신인상 수상자이다.